# Неклюдов, Николай Адрианович
Николай Адрианович Неклюдов (17 [29] октября 1840, Неклюдово, Саратовская губерния — 1 [13] сентября 1896, Санкт-Петербург) — русский правовед, заслуженный ординарный профессор, деятель судебной реформы, тайный советник, товарищ министра внутренних дел (1895).

## Биография
Родился в селе Неклюдово Кузнецкого уезда Саратовской губернии в дворянской семье. Учился в черниговской и могилевской гимназиях. Окончив курс в пензенском дворянском институте, он поступил сначала на математический, затем на юридический факультет Императорского Санкт-Петербургского университета
В 1861 году принимал деятельное участие в качестве депутата в студенческих волнениях и 26 сентября заключён в Петропавловскую крепость, откуда освобождён 7 декабря. По высочайшему повелению от 4 декабря приговорён к высылке на родину под надзор в течение года, в случае ненахождения поручителей в С.-Петербурге.
В 1862 году окончил университет со степенью кандидата, слушал лекции по правоведению в университетах за границей: Берлинском, Гейдельбергском и Женевском.
Возвратившись в Санкт-Петербург, получил степень магистра уголовного права (1865). При введении судебной реформы он был выбран мировым судьей Петербурга; позже был председателем Санкт-Петербургского столичного мирового съезда.
Перейдя на службу в исполнительных органах власти, занимал должности юрисконсульта министерства юстиции, обер-прокурора Уголовного кассационного департамента Правительствующего сената (1881), обер-прокурора общего собрания кассационных документов, товарища государственного секретаря и товарища министра внутренних дел (1895). На процессе Александра Ульянова (1887) выступал государственным обвинителем.
Неклюдов много работал в юридическом обществе при Санкт-Петербургском университете. Велико было его участие в законодательных комиссиях: по пересмотру законов о личном найме рабочих и прислуги, по отмене паспортов, по преобразованию волостных судов, по устройству быта евреев, по тюремному преобразованию, по исследованию железнодорожного дела, по делам контрагентов действовавшей в турецкую войну армии, по составлению Проекта нового уголовного уложения и др. Во всех этих комиссиях он был активным членом, выполнявшим значительную часть работы.
Н. А. Неклюдов умер в Санкт-Петербурге 1 (13) сентября 1896 года. Похоронен на Никольском кладбище Александро-Невской лавры.

## Научная деятельность
Научная деятельность Н. А. Неклюдова выразилась в ряде многочисленных статей, появлявшихся в «Журнале Министерства Юстиции», «Судебном Вестнике», «Судебной Газете», «Санкт-Петербургских Ведомостях», «Журнале Гражданского и Уголовного Права», «Юридической Летописи»; в переводах французского Устава уголовного судопроизводства, учебника уголовного права Бернера (с обширными дополнениями) и уголовных кодексов французского, бельгийского, германского, венгерского, отчасти и итальянского, вошедших в состав материалов комиссии по пересмотру русского уголовного законодательства; в участии, которое он принимал в трудах Санкт-петербургского юридического общества. Много лет он был профессором уголовного права в Военно-юридической академии. Первая же появившаяся в печати самостоятельная его научная работа, представленная для получения звания магистра уголовного права — «Статистические этюды» — обратила на себя большое внимание. Это был первый в России опыт применения статистического метода к явлениям преступности. Неудовлетворительность состоянием уголовного права его времени, Неклюдова объяснял тем, что обращалось слишком большое внимание на наказание, а преступление почти совершенно не исследовалось с точки зрения причин и условий, его создающих. В результате, он пришёл к выводу, что, действуя на внешние условия, создающие преступность, можно влиять на её уменьшение и даже, в отдалённом будущем, достигнуть совершенного её уничтожения. Наказание получало, таким образом, значение лишь временного паллиатива. Вопрос о свободе воли разрешался Неклюдовым вполне самобытно: он стоял одинаково далеко как от материалистического, так и от идеалистического взгляда на волю человека, проявляющуюся в преступности. Если некоторые критики отрицали всякое значение за этим трудом Неклюдова и находили в нём результат «плохо пережёванных объективных умствований» («Русское Слово», 1865, № 4) или указание на то, как не надо писать уголовно-статистические исследования («Журнал Министерства Юстиции», 1865, № 5), то с другой стороны были и восторженные ценители Неклюдова, в ряду которых были В. Д. Спасович и К. Д. Кавелин. Первый из них назвал Неклюдова «восходящим светилом», а второй, поддерживая эту оценку, предсказывал, что от недостатков, увлекших автора «в поэзию науки», Неклюдов освободится «работой и годами». Основные воззрения, высказанные в диссертации и позже, характеризировали направление мысли Неклюдова как криминалиста. В нём всегда господствовала реалистическая точка зрения, не позволявшая ему впадать в утопии, а на наказания он всегда смотрел как на общественную гарантию. Его можно назвать предвозвестником позитивного направления, впоследствии, выразившегося в трудах итальянской антропологической школы. Последовательно исходя из своего взгляда на наказание, Неклюдов предложил на обсуждение русского съезда юристов (1875) вопрос об относительных уголовных приговорах, позже занявший выдающееся место в юридической литературе. Особенно велико было влияние Неклюдова на уголовно-судебную практику. На первых порах судебной реформы мировая юстиция встретилась с большими затруднениями, зависевшими, главным образом, от устарелости русского материального права. Неклюдов своим капитальным комментарием («Руководство для мировых судей»), выдержавшим два издания, приобрел для мировой юстиции руководящее значение. Такое же значение имеет и его обширное «Руководство к особенной части Уложения о наказаниях». Подвергая всесторонней оценке постановления действующего закона, Неклюдов обнаруживал истинный их смысл при помощи разнообразных способов толкования, причём с особенным вниманием относился к практике уголовного кассационного департамента сената, не отступая при этом перед суровой критикой сенатских разъяснений, если ему они представлялись не соответствовавшими мысли законодателя или требованиям жизни. В заключениях, которые Неклюдов предъявлял в сенате на должности обер-прокурора, он являлся всегда талантливым, но иногда парадоксальным истолкователем закона. Некоторые из них — в особенности по делу о злоупотреблениях в кронштадтском банке (1883) и по делу Мельницких (1884) — вызвали в своё время оживленную полемику.

## Основные труды
- Уголовно-статистические этюды: Рассуждение, написанное для получения степени магистра уголовного права. Этюд первый. Статистический опыт исследования физиологического значения различных возрастов человеческого организма по отношении к преступлению: — СПб.: Типография Н.Тиблена и комп., 1865. — 250 с.
- Учебник уголовного права Бернера, перевод с дополнениями и приложениями. СПб., 1865.
- Руководство для мировых судей. Устав уголовного судопроизводства. Том первый. — СПб., Издание «Русской книжной торговли», 1872 (1-е изд 1867 г.). — 839 с.
- Руководство для мировых судей: Уставы о наказаниях. Том второй. — 2-е изд. испр. и доп. — СПб.:Типография П. П. Меркулова, 1874 (1-е изд 1868 г.). — 829 с.
- Общая часть уголовного права. СПб., 1875, стр. 192.
- Руководство к особенной части русского уголовного права. СПб., 1876—1878 гг., три тома.